# Hyposmocoma radiatella
Hyposmocoma radiatella là một loài bướm đêm thuộc họ Cosmopterigidae. Nó là loài đặc hữu của Kauai, Oahu, Molokai và Hawaii. Loài địa phương ở Kona, nơi nó được tim thấy ở độ cao 4,000 feet.